# اندی اسمیلی
اندی اسمیلی (انگلیسی: Andy Smillie؛ زادهٔ ۱۵ مارس ۱۹۴۱) بازیکن فوتبال اهل بریتانیا است.
از باشگاه‌هایی که در آن بازی کرده‌است می‌توان به باشگاه فوتبال کریستال پالاس، باشگاه فوتبال اسکانتورپ یونایتد، و باشگاه فوتبال وستهام یونایتد اشاره کرد.
وی همچنین در تیم ملی فوتبال زیر ۱۸ سال انگلستان بازی کرده‌است.